# 高島善哉
高島 善哉（たかしま ぜんや、1904年7月13日 - 1990年1月10日）は、日本の経済学者、社会学者。専攻はマルクス主義及びアダム・スミス研究。一橋大学名誉教授、関東学院大学名誉教授。

## 人物
岐阜県出身。旧制岐阜中学校（現岐阜県立岐阜高等学校）首席を経て、1927年東京商科大学（現一橋大学）卒。大学では当初福田徳三ゼミナールに参加したが、福田の留学のため大塚金之助の指導を受けた。卒業論文「経済静学と経済動学の国民経済学的意義：ヨセフ・シュンペーターの研究」だが、おもにマルクス主義とアダム・スミスを研究した。
1927年指導教官大塚金之助の推薦を受け、母校東京商科大学助手に就任。1927年、渋沢栄一の孫である尾高豊作や尾高朝雄の支援を得て設立され、大塚が所長を務める東京社会科学研究所研究員を兼務し、杉本栄一とともに同研究所での活動に従事。1929年東京商科大学補手に降格。
1933年、大塚金之助が逮捕され、同僚の杉本栄一も検挙される。同年高島も、マルクスの「剰余価値学説史」を翻訳し、日本共産党中央機関紙を購読していたことなどを理由に検挙され、留置場に数時間勾留された。
戦後、東京商科大教授兼予科教授を経て、1946年東京商科大予科長。一橋大学法学社会学部社会学科長、1958年第3代一橋大学社会学部長。1968年、定年退官、名誉教授、関東学院大学教授。1981年、定年退任。

## ゼミ生等
指導学生に長洲一二（元横浜国立大学教授、元神奈川県知事）、水田洋（名古屋大学名誉教授、日本学士院会員）、古賀英三郎（元一橋大教授）、山田秀雄（一橋大学名誉教授）、中村貞二（東京経済大学名誉教授）、篠原三郎（静岡大学名誉教授）、石原保徳（元岩波書店編集者）、山田高生（成城大学名誉教授）、鈴木秀勇（一橋大学名誉教授、元札幌大学学長）、黒沢惟昭（元東京学芸大学教授）、和田重司（中央大学名誉教授）、富沢賢治（一橋大学名誉教授）、末永隆甫（大阪市立大学名誉教授、元神戸商科大学学長）、平田清明（京都大学名誉教授）、長田五郎（横浜市立大学名誉教授）、上野格（成城大学名誉教授）、井上周八（立教大学名誉教授、チュチェ思想国際研究所名誉理事長）、岡稔（元一橋大学教授）、本間要一郎（横浜国立大学名誉教授）、佐藤金三郎（元横浜国立大学教授）、北田芳治（東京経済大学名誉教授）、藤森俊輔（元岡山大学教授）、川勝堅二（元三和銀行頭取、元経団連副会長）、村上一郎（文芸評論家）、安原和雄（元毎日新聞論説委員）、韮沢忠雄（元日本共産党しんぶん赤旗編集局長）、二瓶一郎（元新評論社長）、荒川弘（元産経新聞論説委員）、平尾光司（元日本長期信用銀行副頭取）、川上源太郎（元清泉女学院大学副学長）など。経済学史家の高島光郎（横浜国立大学名誉教授）は子。

## 著書
- 『経済社会学の根本問題 経済社会学者としてのスミスとリスト』日本評論社　1941
- 『アダム・スミスの市民社会体系』日本評論社　1947
- 『経済社会学の構想』白日書院　1948　二十世紀教室
- 『社会科学と人間革命 一つの社会科学入門』白日書院　1948
- 『新しい愛国心』弘文堂　1950
- 『社会科学への道』弘文堂　1950　アテネ文庫
- 『社会科学と人間革命』勁草書房　1951
- 『原典スミス「国富論」解説』春秋社　1953
- 『国民の生活と経済』御茶の水書房　1953
- 『現代社会科学ノート』1954　河出文庫
- 『社会科学入門』1954　岩波新書
- 『アダム・スミスの市民社会体系』1955　河出文庫
- 『学生のための人生論』1956　青木新書
- 『国民の社会科学』日本評論新社　1956　社会科学双書
- 『青年と思想革命』理論社　1957
- 『近代社会科学観の成立 アダム・スミスの市民体系についての一研究』東京出版　1958
- 『現代日本の考察 民族・風土・階級』竹内書店　1966　現代人叢書
- 『アダム・スミス』1968　岩波新書
- 『民族と階級 現代ナショナリズム批判の展開』現代評論社　1970
- 『実践としての学問 日本的知性批判のために』第三出版　1971
- 『アダム・スミスの市民社会の体系』岩波書店　1974
- 『マルクスとヴェーバー 人間、社会および認識の方法』紀伊国屋書店　1975
- 『現代国家論の原点 富の支配と権力の支配』新評論　1979
- 『社会科学の再建 人間と社会を見直す目』新評論　1981
- 『自ら墓標を建つ 私の人生論ノート』秋山書房　1984
- 『時代に挑む社会科学 なぜ市民制社会か』岩波書店　1986
- 『市民社会論の構想』山田秀雄編　新評論　1991
- 『価値論の復位』渡辺雅男編　こぶし書房　1995　こぶし文庫 戦後日本思想の原点
- 『高島善哉著作集』全9巻 渡辺雅男責任編集　こぶし書房　1997-98

## 共編著
- 『新経済理論の課題 上』千種義人,都留重人共著　東洋経済新報社　1947　東洋経済講座叢書
- 『アダム・スミス』編　山根書店　1950　近代精神叢書
- 『スミス国富論講義』全5巻 編　春秋社　1950-51
- 『社会科学 見かた・考えかた』長洲一二共著　青春出版社　1957　青春新書
- 『社会科学はいかに学ぶべきか』水田洋,長洲一二共著　春秋社　1959
- 『社会科学基本用語辞典』編　春秋社　1962
- 『社会科学講義 社会科学はいかに学ぶべきか』編　春秋社　1962
- 『社会思想史概論』水田洋,平田清明共著　岩波書店　1962
- 『社会科学新事典』水田洋,長洲一二共編　河出書房新社　1964
- 『近代化の社会経済理論』編著　新評論　1968
- 『市民社会の論理と現代』清水嘉治共編著　新評論　1978
- 『現代の社会科学』編著　春秋社　1989　現代社会科学叢書

## 翻訳
- ザーリン『国民経済学史』三省堂 1935
- ザリーン『経済学史の基礎理論』三省堂 1944
- アダム・スミス『グラスゴウ大学講義』水田洋共訳 日本評論社 1947
- R.シュレジンガー『マルクス主義と現代』上巻 本間要一郎共訳 河出書房 1956
- マルクス「ヘーゲル法哲学批判序説」「フォイエルバッハについての十一のテーゼ」高島光郎共訳『世界の大思想』河出書房、1967

## 参考
- 日本人名大辞典『高島善哉』 - コトバンク